# یوزف بروجینسکی
یوزف بروجینسکی (لهستانی: Józef Brudziński؛ ‏ ۲۶ ژانویهٔ ۱۸۷۴ – ۱۸ دسامبر ۱۹۱۷) متخصص اطفال اهل لهستان بود. وی به سبب مشارکت‌های مهمش در زمینهٔ مراقبت پیشگیرانه پزشکی برای عفونت کودکان و همچنین مطالعات عصب‌شناسی در زمینهٔ مننژیت شهرت دارد. او در سن ۴۳ سالگی بر اثر سندرم نفروتیک درگذشت.